# Monument Operation Oyster

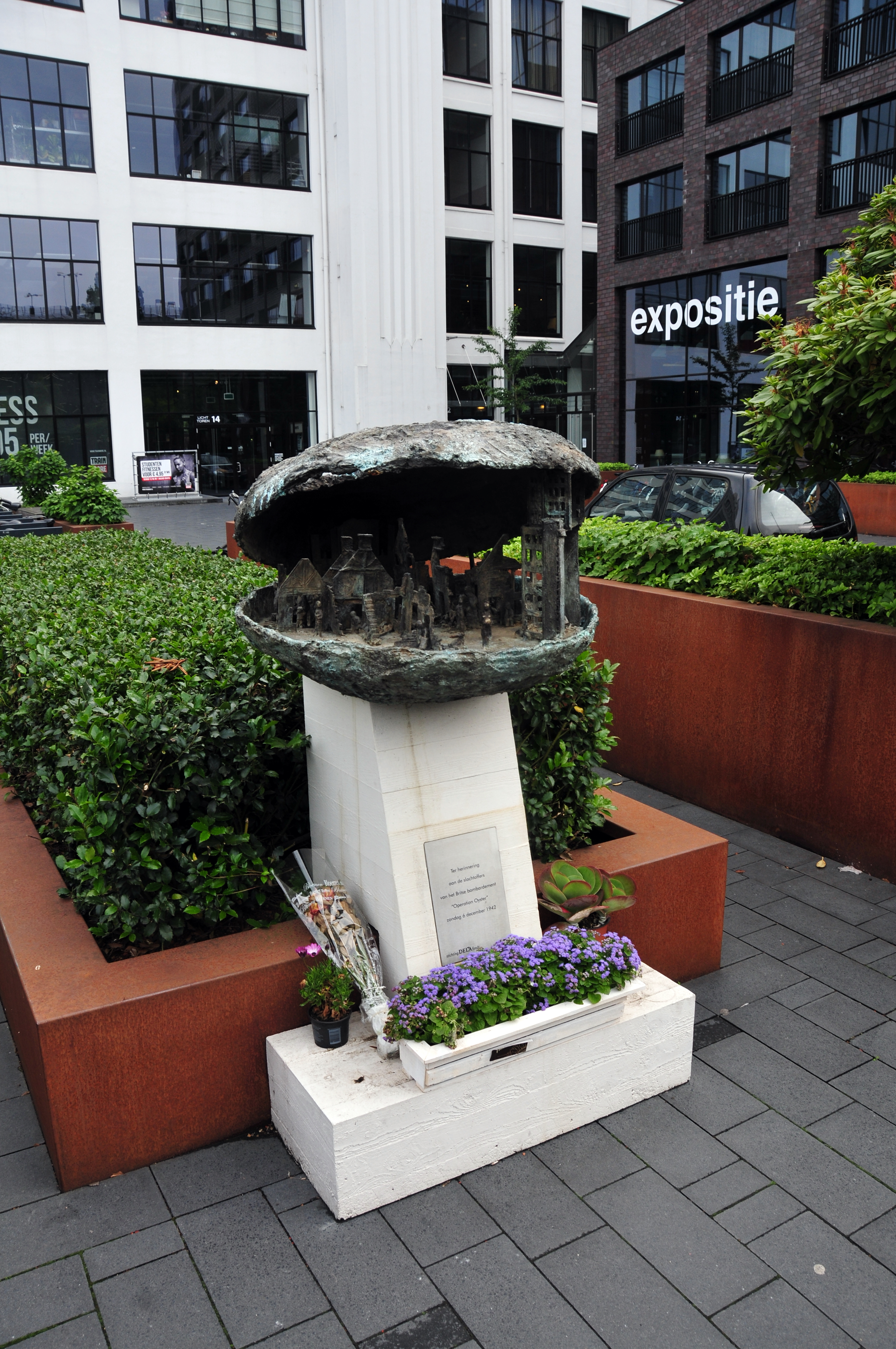
Monument Operation Oyster

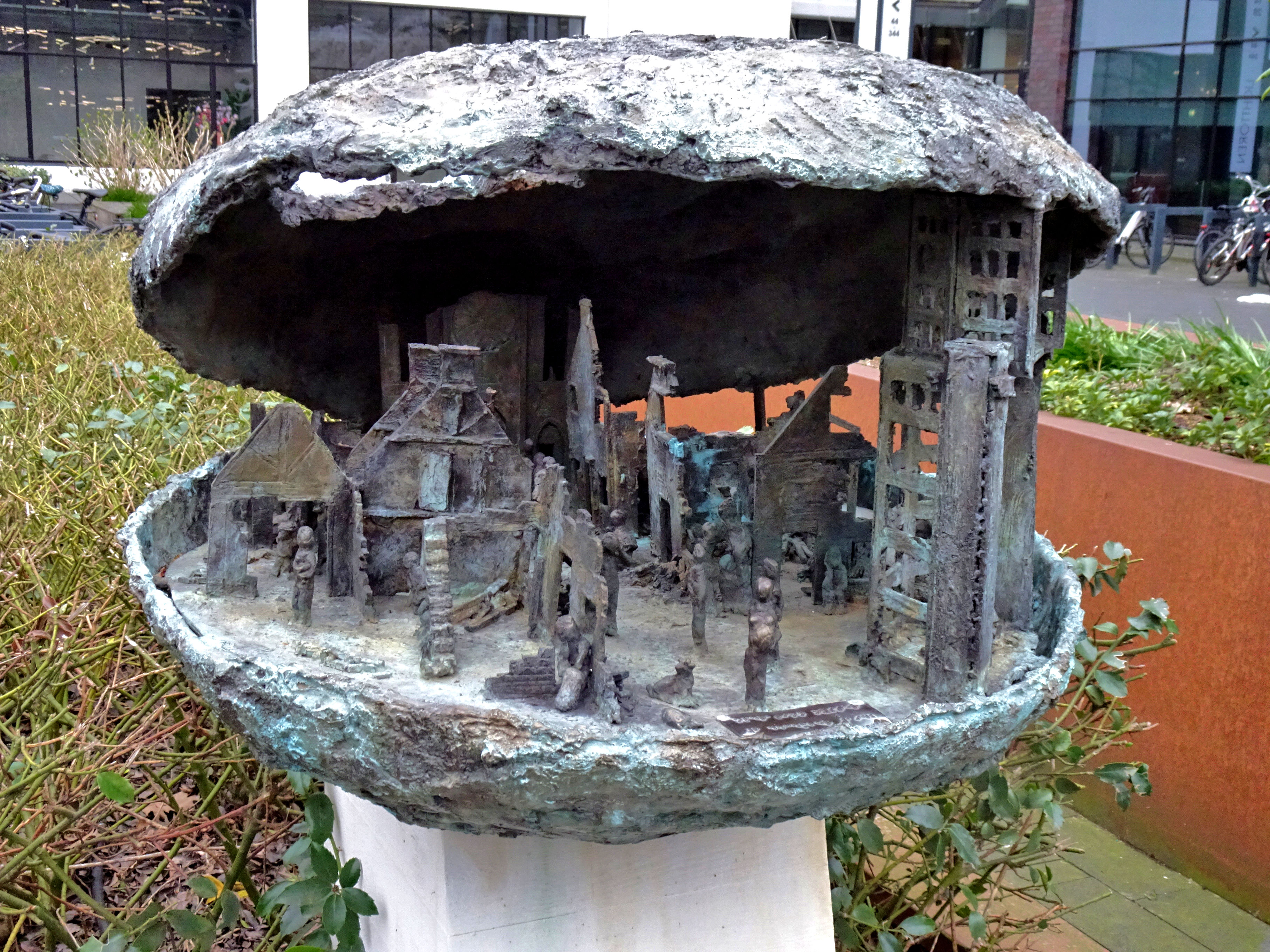
Close-up

Het Monument Operation Oyster is een oorlogsmonument in de Nederlandse stad Eindhoven dat de burgerslachtoffers herdenkt die gevallen zijn bij dit bombardement. Het monument bevindt zich tegenover de Lichttoren aan de Mathildelaan.
Het betreft het door de Britten uitgevoerde bombardement van 6 december 1942 (Sinterklaasbombardement) dat de Philipsfabrieken, waar radio's en dergelijke voor het Duitse leger werden vervaardigd, buiten werking zou moeten stellen. De codenaam van deze operatie was: Operation Oyster. Door de onnauwkeurigheid van de bombardementen leidde dat tot veel burgerslachtoffers terwijl de Philips-fabrieken veel minder schade leden dan bedoeld.
Het monument stelt een geopende oester voor, met een gat in de bovenste schelp, en in de geopende schelp een aantal verwoeste huizen. De oester staat op een sokkel, waarop een gedenkplaat is aangebracht.
Het monument werd op 6 december 2011 onthuld en werd ontworpen door Peter Nagelkerke.